# Rezeptur
Eine Rezeptur ist die Zusammensetzung eines Arzneimittels, das in der Apotheke für einen bestimmten Patienten aus den benötigten Ausgangsstoffen hergestellt wird, meistens auf ärztliche Verordnung. Die Bezeichnung Rezeptur kann sich auch auf die Zusammensetzung bzw. Zubereitung von Pflegemitteln oder Nahrungs- und Genussmitteln beziehen.
Wird eine Rezeptur nachweislich häufiger verordnet, darf die Apotheke das Arzneimittel nach der Apothekenbetriebsordnung mit Einschränkungen als Fertigarzneimittel im Voraus herstellen. In diesem Fall spricht man auch von Defektur (bezüglich der Herstellungserlaubnis) oder verlängerter Rezeptur (bezüglich der Zulassungspflicht).
Im fachsprachlichen Gebrauch der Apotheken kann mit Rezeptur auch die Zubereitung eines Arzneimittels nach Rezept gemeint sein oder auch der Arbeitsraum, in dem die Arzneimittel zubereitet werden. In Österreich wird die Herstellung von Arzneimitteln in Apotheken nach ärztlicher Verschreibung magistrale Zubereitung genannt, in der Schweiz ist der Begriff Formula magistralis üblich.

## Rechtliche Grundlagen (Deutschland)
Sofern eine Rezeptur ein Arzneimittel nach Definition des Arzneimittelgesetzes ist, gelten dessen Bestimmungen. Eine Zulassungspflicht für Rezepturarzneimittel besteht nicht, da eine Rezeptur kein Fertigarzneimittel ist. Im Gegensatz dazu ist ein defekturmäßig hergestelltes Arzneimittel ein Fertigarzneimittel, was jedoch nach § 21 Abs. 2 Nr. 1 von der Zulassungspflicht ausgenommen ist (verlängerte Rezeptur) oder nach einer Standardzulassung hergestellt wird (z. B. abgepackte Kamillenblüten, STADA-Arzneimittel). Zur Herstellung von Arzneimitteln allgemeinen wird eine Herstellungserlaubnis nach § 13 AMG benötigt. Ausgenommen davon ist aber nach Absatz 2 neben anderen die Arzneimittelherstellung in einer Apotheke im Rahmen des üblichen Apothekenbetriebs (Rezepturen und Defekturen bei maximal 100 Packungseinheiten täglich). Darüber hinaus regelt die Apothekenbetriebsordnung in § 7 die Herstellung von Rezepturen in der Apotheke.
Da eine Verordnung nicht verschreibungspflichtiger Substanzen zu Lasten der GKV nur mit Einschränkungen zulässig ist, gelten diese auch für Rezepturen, da diese eigentlich immer solche Substanzen enthalten. Ausnahmen gelten zur Behandlung schwerwiegender Erkrankungen als Therapiestandard, so dass eine Diagnoseangabe auf dem Rezept sinnvoll ist.
Wenn eine Rezeptur verschreibungspflichtige Substanzen oder Betäubungsmittel enthält, darf sie nur durch einen Arzt, Zahnarzt oder Tierarzt verordnet werden. Hierbei muss das ausgestellte Rezept den Anforderungen der Arzneimittel- bzw. Betäubungsmittel-Verschreibungsverordnung genügen. Im Unterschied dazu darf ein Heilpraktiker beispielsweise höchstens apothekenpflichtige Rezepturen rezeptieren.

## Herstellung
Rezepturen umfassen alle Arten von in der Apotheke herstellbaren Arzneiformen, wie Kapseln, Zäpfchen, Tinkturen und Salben, sowie auch sterile Arzneiformen wie Augentropfen oder Parenteralia bei bestimmter Qualifizierung der Apotheke. Tabletten werden aufgrund der zur Herstellung benötigten Tablettenpresse selten in niedergelassenen Apotheken hergestellt. Auch die früher mit dem Apothekenberuf oft assoziierten Pillen sind seit Ende des letzten Jahrhunderts gänzlich aus der Apothekenpraxis verschwunden.
Seit 2012 schreibt die Apothekenbetriebsordnung vor, dass der Apotheker bei jeder einzelnen Rezeptur die Plausibilität der ärztlichen Verordnung prüfen und dokumentieren muss. Sollte eine Anpassung nötig sein, so muss Rücksprache mit dem verschreibenden Arzt gehalten werden. Der Patient selbst hat in einem solchen Fall keinerlei Mitspracherecht.
Die Herstellung der Rezepturen und Defekturen erfolgt in der Apotheke an einem speziell dafür vorgesehenem Arbeitsplatz. Diese ebenfalls so genannte Rezeptur ist meist ein mehrseitig abgeschlossener Arbeitstisch, der neben den benötigten Gerätschaften wie Waagen, Chemikalien und Gefäßen eine leicht zu reinigende Oberfläche bietet. Dies soll eine Kontamination der hergestellten Arzneimittel mit Fremdstoffen oder Mikroorganismen aber auch der verwendeten Arznei- und Hilfsstoffe untereinander verhindern. Die Herstellung der Rezepturen ist ausschließlich pharmazeutischem Personal, wie PTAs, Pharmazie-Praktikanten, Pharmazieingenieuren oder Apothekern, vorbehalten.
Die etwa 20.000 (Stand Februar 2016) öffentlichen Apotheken stellen etwa 8 Millionen patientenindividuelle Salben, Kapseln oder Lösungen für GKV-Patienten her. Außerdem produzieren sie etwa sechs Millionen Spezialrezepturen, hauptsächlich Zytostatika oder Ernährungslösungen. Insgesamt ergeben sich damit etwa 14 Millionen Rezepturen aus den Apotheken. Die Anzahl der Rezepturen, die außerhalb der GKV-Verordnung (also auf Verordnung auf einem Privatrezept und Rezepturen, die auf Kundenwunsch angefertigt wurden) ist nicht erfasst.

## Rezeptierung
Neben vielen individuellen Rezepturen, wie sie vor allem Hautärzte verordnen, sind viele allgemein verwendete Rezepturen in so genannten Rezepturformularien niedergelegt. Das in Deutschland bekannteste davon ist der DAC (Deutscher Arzneimittel-Codex), der seit 1972 von der ABDA – Bundesvereinigung Deutscher Apothekerverbände als Loseblattsammlung herausgegeben wird. Seit 1983 ist dieser um das NRF (Neues Rezeptur-Formularium) erweitert, welches wie der DAC ebenfalls jedes Jahr ergänzt und korrigiert wird.
Im Rahmen des NRF sind in den letzten drei Jahrzehnten mehrere hundert Monographien und mehrere tausend praktische Handreichungen erarbeitet worden, auf die Apotheken zugreifen können, wenn Fragen zu Rezepturen auftreten. Die Formelsammlung ist dem DAC angegliedert. Überdies führt das Zentrallaboratorium Deutscher Apotheker regelmäßig Ringversuche durch, bei denen Apotheker die Qualität ihrer Rezepturen überprüfen lassen können.
Bei der Formulierung einer Rezeptur bedient sich der Arzt eines Codes, der ihm ermöglicht, eine Rezeptur eindeutig und mit wenig Schreibaufwand zu beschreiben. Der Text beginnt mit Rp., der lateinischen Abkürzung für recipe („nimm“). Anschließend werden die gewünschten Arzneistoffe mit der zu verwendenden Menge in Gramm genannt. Die Namen der Stoffe wurden früher ausschließlich mit ihren lateinischen Bezeichnungen genannt. Heutzutage werden aber aufgrund der möglichen Verwechslung (Kalium chloratum bezeichnet beispielsweise Kaliumchlorid und nicht, wie sich vermuten lässt, Kaliumchlorat) weitestgehend die deutschen Namen verwendet. Steht vor einer Mengenangabe das Kürzel āā für ana partes aequales (lat. „zu gleichen Teilen“), bedeutet dies, dass die angegebenen Stoffe in gleicher Menge verwendet werden sollen. Als letzter Stoff wurde die zu verwendende Grundlage oder Füllstoff genannt, der mit dem Zusatz ad (lat. „auf“) die Masse der gesamten Zubereitung angab, auf welche mit dieser Grundlage aufzufüllen ist. Statt der Menge eines Hilfs- oder Füllstoffs kann auch das Kürzel q.s. für quantum satis stehen, was darauf hinweist von dieser Substanz „so viel wie benötigt“ zu nehmen.
Zum Abschluss der Rezeptierung steht unter der Stoffliste die Anweisung, was daraus herzustellen ist und wie es abgegeben werden soll. Dies kann zum einen M.D.S. als Abkürzung für das lateinische „misce, da, signa“ sein, was so viel wie „Mische, gib und bezeichne“ heißt, gefolgt von dem Hinweis, wie die Arznei anzuwenden ist. „Mische“ ist hierbei nicht zwingend wörtlich zu verstehen, sondern soll so viel wie „anfertigen“ bedeuten; die Herstellung ist oftmals deutlich aufwendiger als ein banales Vermischen der Bestandteile. Wenn aufgrund der Rezeptur nicht eindeutig ist, welche Arzneiform herzustellen ist, kann der Arzt zum anderen die gewünschte Zubereitungsart mit Anzahl der Einzeldosen nennen. Beispielsweise fordert Anweisung „M. f. caps. Nr. XX“ auf, 20 Kapseln herzustellen. Ausgeschrieben bedeutet diese lateinische Anweisung „Misce[, ut] fiat capsulae“ und übersetzt „Mische, dass es Kapseln werden“.
Die angegebene Menge der Arzneistoffe in der Rezeptur bezieht sich standardmäßig auf das Gesamtgewicht der Zubereitung, die wie im Beispiel der Herstellung von Kapseln auf z. B. 20 Stück aufzuteilen ist. Dies kann der Arzt durch den Zusatz „div. in part. aequ. Nr. XX“, „divide in partes aequales numero XX“ hervorheben, indem er so angibt „teile in 20 gleiche Teile auf“. Im Gegensatz dazu kann mit der Anweisung „dentur tales doses numero XX“, kurz „d. tal. dos. Nr. XX“, angegeben werden, dass sich die vorstehende Rezepturmenge auf eine Einzeldosis bezieht und, wie im Beispiel genannt, 20 davon abzugeben sind.
Der Anweisung „da“ („gib“) soll eigentlich die Angabe der Verpackung folgen, eine solche Angabe ist jedoch äußerst selten.
Der letzte Teil der Rezepturanweisung, der mit signa („bezeichne“) aus M.D.S., oder eigenständig mit S. abgekürzt wird, nennt die Anzahl und Dauer der Anwendung des Arzneimittels und gegebenenfalls Anwendungshinweise, welche für den Patienten bestimmt und daher nicht in lateinischer, sondern in Landessprache gefasst sind. Dies kann beispielsweise ausformuliert „Dreimal täglich“ oder „bei Schmerzen bis zu viermal am Tag“ mit dem Hinweis „Vor Gebrauch kräftig schütteln“ sein. Als moderne Dosierungsangabe vor allem für Fertigarzneimittel nutzt der Arzt eine Schreibweise wie „1–0–2“ (also morgens eine, mittags keine, abends zwei Tabletten), alternativ auch vierschrittig, z. B. „0-0-0-1“, zu lesen als „morgens-mittags-abends-zur Nacht“. Obwohl eine Gebrauchsanweisung bei Rezepturarzneimitteln gemäß Arzneimittelverschreibungsverordnung zwingend vorgeschrieben ist, wird sie ärztlicherseits meistens vergessen.
Eine vollständige Schlussformel könnte etwa lauten: „M. f. Ungt. D. ad Ollam albam S. 2 × täglich dünn auf betroffene Hautstellen“ („Misce, ut fiat Unguentum, da ad Ollam albam, signa 2x täglich …“); zu deutsch: Mische, auf dass es eine Salbe werde, gib (diese) in eine weiße Kruke, bezeichne (sie mit der Aufschrift) „2 × täglich …“

### Beispiele
Die folgenden Beispiele sollen die Verwendung der Rezeptursprache verdeutlichen und sind ohne Anwendungsbezug genannt. Das Weglassen der Mengeneinheiten der Bestandteile ist gängige Praxis, da üblicherweise Gramm gemeint ist. Dem Apotheker obliegt hierbei auch eine Prüfung auf die pharmazeutisch sinnvollen Mengen der Bestandteile (Über- oder Unterdosierung), die gegebenenfalls mit dem Arzt zu klären sind.
```
Rp.
```

```
Urea pur.        10,0
Cremor bas.  ad 100,0
```

```
S: 1xtägl./Füße
```

In diesem Fall verordnet der Arzt, dass 10,0 Gramm Harnstoff (lat. Urea pura) in 90,0 Gramm Basiscreme DAC (lat. Cremor basalis), also insgesamt 100,0 Gramm Creme zu mischen sind. Mit dem Signa 1xtägl./Füße ist gemeint, die Creme einmal täglich auf die Füße aufzutragen. Auf eine Angabe der Herstellanweisung (Misce, [ut] fiat unguentum) wird bei Cremes und Salben häufig verzichtet.
```
Rp.
```

```
Ol. Oliv.        20,0
Zinc. ox.
Talcum        āā 15,0
Ungt. molle  ad 100,0
```

Neben 20,0 Gramm Olivenöl verordnet der Arzt 15,0 Gramm Zinkoxid (lat. Zincum oxydatum) und 15,0 Gramm Talkum. Die Anweisung āā (ana partes aequales) erspart ihm, die gleiche Gewichtsangabe zu wiederholen. Um auf die geforderten 100,0 g Gesamtmasse zu kommen, müssen noch 50,0 Gramm Weiche Salbe (lat. Unguentum molle) hinzugefügt werden.
```
Rp.
```

```
Ol. Oliv.        20,0
Zinc. ox.
Talcum     āā ad 15,0
Ungt. molle  ad 100,0
```

Im Unterschied zum vorherigen Beispiel wird die Menge von 15,0 Gramm hier auf gleiche Teile von Zinkoxid und Talkum, also je 7,5 Gramm aufgeteilt. Dies bewirkt die Anweisung āā ad.
```
Rp.
```

```
Fluconazol.   0,1
Mannitol.     q.
 
s.
```

```
M.f.Caps. d. tal. dos. Nr. XX
```

Hier verordnet der Arzt 20 Kapseln mit je 0,1 Gramm (100 mg) Fluconazol. Da dentur tales doses numero XX angegeben ist, wird die angegebene Menge je Kapsel interpretiert, da „20 derartig dosierte“ Kapseln gegeben werden sollen. Als Hilfsstoff soll Mannitol quantum satis verwendet werden, also so viel wie benötigt, um die Kapseln ordnungsgemäß zu füllen. Die ausdrückliche Nennung des Füllstoffes ist allerdings auf Rezepten unüblich und auch nach Arzneimittelverschreibungsverordnung nicht unbedingt erforderlich (vorgeschrieben ist nur die Angabe der wirksamen Bestandteile). Nach allgemeiner Rezepturvorschrift des Neuen Rezeptur-Formulariums werden dem Mannitol noch 0,5 % hochdisperses Siliziumdioxid (Aerosil 200) als Fließregulierungsmittel zugegeben. Außerdem sollen weiß-opake Hartgelatinekapseln der Größe „0“ verwendet werden, wenn nichts anderes angegeben ist.
```
Rp.
```

```
Fluconazol.   4,0
Mannitol.     q.
 
s.
```

```
M.f.Caps. div. in part. aequ. Nr. XX
```

Im Unterschied zum vorangegangenen Beispiel werden hier die 4,0 Gramm Fluconazol auf 20 Kapseln gleich aufgeteilt (divide in partes aequales numero XX). Jede Kapsel soll somit 0,2 Gramm (200 mg) Wirkstoff enthalten.

## Kennzeichnung von Rezepturarzneimitteln
Entsprechend der Kennzeichnungspflicht für Fertigarzneimittel nach § 10 des Arzneimittelgesetzes verlangt die Apothekenbetriebsordnung eine – wenn auch weniger umfangreiche – Kennzeichnung von Rezepturarzneimitteln. Als Pflichtangaben nach § 14 sind auf dem Etikett mindestens anzugeben:
- Name oder Firma des Inhabers der Apotheke und deren Anschrift
- Inhalt nach Gewicht, Rauminhalt oder Stückzahl
- Art der Anwendung und gegebenenfalls die in der Verschreibung angegebene Gebrauchsanweisung („Signa“)
- Die wirksamen Bestandteile nach Art und Menge und sonstige Bestandteile nach der Art
- Das Herstellungsdatum
- Das Verfalldatum
- Name des Patienten

In der Praxis werden meist neben den wirksamen Bestandteilen auch die zugesetzten Hilfsstoffe und eventuell verwendete Konservierungsmittel genannt. Diese pharmazeutisch notwendigen Stoffe sind immer häufiger Ursache von allergischen Reaktionen, weshalb die Nennung auf dem Etikett im Sinne des Verbraucherschutzes ist. Rezepturen mit gefährlichen physikalischen Eigenschaften, wie beispielsweise brennbare ethanolische oder diethyletherhaltige Lösungen, müssen entsprechend der Gefahrstoffverordnung mit einem Gefahrenpiktogramm, dem Signalwort, den Hinweisen auf die besonderen Gefahren und den Sicherheitsratschlägen gekennzeichnet werden. Im Unterschied dazu müssen die Gefahrenhinweise der verwendeten Wirkstoffen nicht angegeben werden, da diese mit der Verarbeitung zu einem Arzneimittel keine Gefahrstoffe im rechtlichen Sinn mehr sind.
Wird bei der Rezeptierung auf eine Standardrezeptur beispielsweise des Neuen Rezeptur-Formulariums verwiesen, so muss auf dem Rezepturetikett diese Kennung (z. B. NRF 11.23) auch mit angegeben werden. Gegebenenfalls fordern die Vorschriften von Standardrezepturen ergänzende Angaben auf dem Etikett.

## Dokumentationspflicht
Nach Apothekenbetriebsordnung besteht seit 2012 eine Dokumentationspflicht für Rezepturen sowie die Pflicht zur schriftlichen Plausibilitätsprüfung von verordneten Rezepturen.